# Ermita de Santa Bàrbara de Blanes
L'ermita de Santa Bàrbara de Blanes és una ermita del municipi de Blanes (Selva) declarada bé cultural d'interès nacional. Està situada al cim del turó del mateix nom al davant del castell de Sant Joan, separats per la carretera que porta de Blanes a la cala de Sant Francesc.

## Descripció
Conjunt d'edificis situats sobre un turó de gran visibilitat costanera i format per una torre de vigilància, una ermita i una casa d'ermità. La torre és de planta circular i té dues plantes i tres finestres, una de les quals de tipologia gòtica. Fa uns cinc metres d'amplada per vuit d'alçada. La casa i l'ermita estan adossades a la torre. La casa té dues plantes, coberta de teula a dues aigües i portes i finestres rectangulars amb llinda de pedra monolítica. La part exterior està decorada amb un rellotge de sol.
Pel que fa a l'ermita, està dedicada a Santa Bàrbara. És un edifici de planta rectangular que té una coberta a dues aigües, absis semicircular i una façana amb arcada de mig punt adovellada, sense decoració al marge de l'òcul central i les obertures primes i allargades d'ambdós costats de la porta principal.
Els interiors són de volta de canó apuntada de dos trams delimitats per arcs faixons ogivals, rebaixats i mensulats amb decoració escultòrica vegetal i humana. Els murs laterals tenen dos contraforts per cada costat i finestres petites i simètriques. La zona de l'absis conté una taula d'altar i dues fornícules interiors, una de les quals alberga la imatge de la santa.
La torre i l'ermita de Santa Bàrbara es troba en un turó proper al Castell de Sant Joan, a 148 m d'altitud.

## Història
És difícil de precisar l'origen del conjunt de Santa Bàrbara. La torre de guaita (segle xvi), les voltes, els capitells i la capella són els elements que més destaquen. Adjacent també hi ha la casa de l'ermità, la seva planta té característiques romàniques però no apareix documentada fins al segle xiv. Segons la tradició es pot tractar d'una antiga torre de vigilància, des del campanar de l'ermita s'alertava als habitants de Blanes de la presència de vaixells enemics. La construcció de l'ermita està relacionada amb el fet que Santa Bàrbara fou considerada protectora de la vila.
La construcció més antiga sembla ser, per la tipologia, l'ermita, a la qual s'hauria afegit la torre de vigilància costanera, que fou usada sobretot els segles XV-XVI. L'ermità de Santa Bàrbara tenia cura de les terres i boscos dels voltants i era escollit com a llogater pels jurats de la vila. A finals dels anys setanta del segle xx, Josep Mestres i Domènec Valls van reclamar la reconstrucció del conjunt des de la revista local "Recull", activitat que es va dur a terme durant els anys 1980-82. Ha estat font d'inspiració per a creadors com Joaquim Ruyra o Junceda.